# Ulica Wojciecha Górskiego w Warszawie
Ulica Wojciecha Górskiego – ulica w dzielnicy Śródmieście w Warszawie.

## Historia

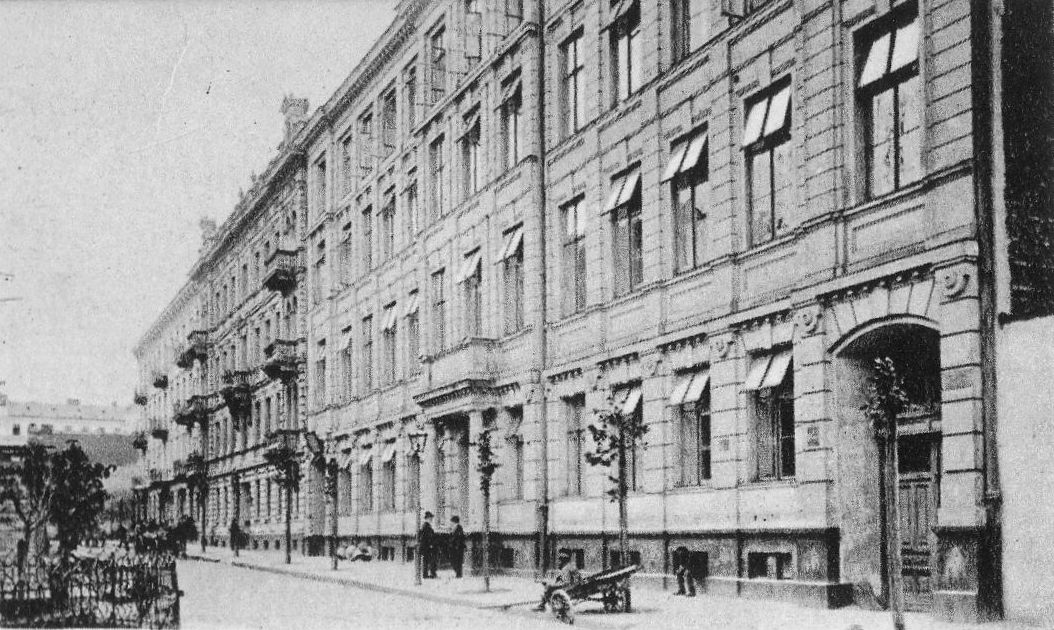
Ulica przed 1939, po prawej Gimnazjum Wojciecha Górskiego

Ulica została przeprowadzona w latach 1882–1883 przez posesję Samuela Lewentala. Od 1883 roku nosiła nazwę ulica Hortensja, od imienia żony właściciela nieruchomości. Stanowiła przedłużenie ulicy Złotej w kierunku wschodnim. Komunikację z ul. Nowy Świat zapewniała przechodnia brama kamienicy pod numerem 41 oraz skwerek na jej podwórzu (był to wyłącznie ruch pieszy).
Pierwszym obiektem przy ulicy była siedziba Gimnazjum Wojciecha Górskiego, istniejącego pod nr 2. Gmach, którego autorami byli Artur Göbel i Józef Pius Dziekoński, otrzymał trzy piętra i był wzniesiony przy zastosowaniu dużej ilości elementów odlanych z żeliwa, nowego i modnego wówczas materiału.
W latach 80. przy ulicy wzniesiono kilka zazwyczaj trzypiętrowych kamienic, jednak wszystkie przyćmiła wybudowana w roku 1893 narożna kamienica Emila Wedla przyporządkowana numeracji ulicy Szpitalnej. 
Od 1939 roku nazwa ulicy upamiętnia zmarłego w 1935 Wojciecha Górskiego. W latach 30. pod numerem 6 ulicy mieściła się siedziba konsulatów honorowych Meksyku i Salwadoru w RP.
Ulica aż do roku 1939 zachowała typowo mieszkalny charakter, działały tu jedynie nieliczne sklepy i firmy. Rok 1939 nie przyniósł wielkich strat w zabudowie ulicy, jednak podczas powstania warszawskiego zniszczeniu uległa całą parzysta strona ulicy. Batalion Kiliński po zajęciu strategicznych pozycji utrzymał je niezdobyte aż do upadku powstania. W czasie powstania funkcjonował przy ulicy dom starców i matek z małymi dziećmi kierowany przez Annę Chmielewską.
Po wojnie odbudowano jedynie nieparzysta stronę ulicy, całkowicie pomijając dawny wystrój architektoniczny kamienic. Po roku 1945 przebito też dwie nowe przecznice: ul. Kubusia Puchatka (nie dochodzi do ulicy Górskiego, kończy się na wieży w zabudowie mieszkalnej) i Krzysztofa Kamila Baczyńskiego.
Przy ulicy znajduje się pomnik Wojciecha Górskiego ustawiony w roku 1957 na trawniku u zbiegu z ul. Juliana Tuwima. Pierwotnie stał w holu nieistniejącego budynku gimnazjum im. Wojciecha Górskiego. Autorem brązowego popiersia z 1937 odlanego w pracowni Braci Łopieńskich był Władysław Szyndler.